# Cydistomyia magnetica
Cydistomyia magnetica är en tvåvingeart som beskrevs av Ferguson och Hill 1922. Cydistomyia magnetica ingår i släktet Cydistomyia och familjen bromsar. Inga underarter finns listade i Catalogue of Life.